# Valérian et Laureline (série animada)
Valérian et Laureline (ヴァレリアン＆ロールリンヌ, Varerian ando Rōrurinnu) é uma série de animação influenciada por animes franco-japonesa baseada na série de quadrinhos de mesmo nome criada por Pierre Christin (roteiro) e Jean-Claude Mézières (desenhos). A série foi ao ar na França em 2007. Em Portugal, a série foi ao ar em 2010 no canal Panda Biggs com o nome Viajantes do Tempo.

## Enredo
Em junho de 2417, Valerian é um promissor jovem agente piloto espaço-temporal enviado numa expediação a bordo da Tempus Fugit com destino à Normandia medieval. Durante a expedição, Valerian cedo quebra uma das principais regras da viagem espaço-temporal e interfere no passado ao resgatar uma jovem chamada Laureline das mãos de um tirano feudal. Valerian tenta regressar acompanhado de Laureline ao ano de 2417, mas logo descobre que as coordenadas que antes indicavam a localização da Terra dentro do Sistema Solar agora apontam para um completo vácuo. Valerian, apercebendo-se de que a Terra desapareceu e que ele e Laureline muito provavelmente são os únicos terráqueos em todo o universo, decidem percorrer a galáxia dispostos a reencontrar o seu planeta natal.

## Produção
Uma série animada baseada em Valérian et Laureline foi proposta em 1976, em 1982, Jean-Claude Mézières produziu um concept art para um episódio baseado no álbum Les Astéroïdes de Shimballi, em 1991, a Dargaud Films financiou um episódio-piloto dirigido por Bernard Deyriès, animado pelo Studio 32. Em 2004, foi anunciado que uma série animada seria produzida pela Dargaud em conjunto com a EuropaCorp do  cineasta Luc Besson e o estúdio japonês Satelight, a série foi lançada em 2007.